# Lưu Hương Giang
Lưu Hương Giang (sinh ngày 4 tháng 11 năm 1983) là một nữ ca sĩ, nhạc sĩ kiêm nhà sản xuất thu âm người Việt Nam.

## Tiểu sử
Lưu Hương Giang sinh ra vào ngày 4 tháng 11 năm 1983 tại Hà Nội trong một gia đình Công giáo có truyền thống nghệ thuật, quê gốc của cô nằm ở Nam Định. Cô có bố là nhạc công Lưu Mạnh Cường, mẹ là ca sĩ Thanh Hòa chị gái nhạc sĩ Lưu Thiên Hương. Chính vì vậy ngay từ nhỏ, niềm đam mê âm nhạc đã luôn chảy trong con người và chỉ chờ đợi cơ hội được tỏa sáng.
Cô tốt nghiệp khoa Thanh nhạc trường Cao đẳng Văn hóa Nghệ thuật Quân Đội (nay là Đại học Văn hóa Nghệ thuật Quân Đội).
Khác với chị gái Lưu Thiên Hương được mẹ tư vấn theo chọn con đường nghệ thuật sau khi đỗ khoa báo chí của một trường đại học ở Hà Nội thì Lưu Hương Giang tự chọn cho mình đường đi riêng. Gia đình thì muốn cô theo học ngoại ngữ, với quan điểm "nếu cô chị đã theo nghệ thuật thì cô em nên theo một hướng khác". Nhưng một khi Lưu Hương Giang đã quyết tâm theo nghề ca hát thì không ai có thể ngăn nổi.
Tự tin với niềm khát khao của tuổi trẻ, Lưu Hương Giang đã trúng tuyển vào khoa Thanh nhạc trường Cao đẳng Văn hóa Nghệ thuật Quân Đội (nay là Đại học Văn hóa Nghệ thuật Quân Đội). Những năm học tại trường, Giang dần trưởng thành từ giọng hát lẫn phong cách biểu diễn. Cô đã đoạt khá nhiều giải thưởng như Giọng hát hay Học sinh - sinh viên toàn quốc, Giọng hát hay các trường chuyên nghiệp toàn quốc, Giọng hát trẻ Hà Nội, Liên hoan Tiếng hát hay Hà Nội.
Từ một cô gái nhu mì ngày nào, Lưu Hương Giang đã để lại ấn tượng tốt cho khán giả bằng hình ảnh một cô ca sĩ mạnh mẽ với thể loại rock alternative. Giờ đây, có thể khẳng định rock alternative chính là thế mạnh của Lưu Hương Giang.

## Sự nghiệp
Khi còn trẻ cô từng tham gia nhiều cuộc thi âm nhạc như: Giọng hát hay các trường Chuyên nghiệp toàn quốc, Giọng hát trẻ Hà Nội, liên hoan Tiếng hát hay Hà Nội... và đoạt được khá nhiều giải thưởng. Đặc biệt, cô dần nhận được nhiều sự chú ý nhất thông qua cuộc thi Sao Mai điểm hẹn 2004 của Đài Truyền hình Việt Nam.
Tuy Lưu Hương Giang không thể chinh phục ngôi vị quán quân của cuộc thi nhưng "Sao Mai điểm hẹn" cũng giúp cô gây tiếng vang với công chúng. Sau "Sao Mai điểm hẹn", Lưu Hương Giang bắt đầu định hình phong cách là các bài hát sôi động mang âm hưởng alternative rock, cô đã hợp tác cùng nhạc sĩ Hồ Hoài Anh - chồng của cô để cho ra đời lần lượt ba album Tôi là Lưu Hương Giang, Cải bắp và Chuyển động.
Năm 2011, Lưu Hương Giang tung ra Mini album EP: Đừng ngoảnh lại do chính cô sáng tác và sản xuất như một lời khoảng định về sự tự lập và khả năng của mình.
Năm 2013, Lưu Hương Giang và chồng nhận lời ngồi ghế huấn luyện viên cuộc thi Giọng Hát Việt Nhí cùng Hiền Thục và Thanh Bùi. Sau đó, liên tiếp các năm 2015,2018 và 2021, Lưu Hương Giang và chồng tiếp tục nhận lời mời ngồi ghế nóng của cuộc thi The Voice Kids - Giọng hát việt nhí. Bằng tài năng và sự kết hợp ăn ý của mình, cặp đôi đã đào tạo được nhiều học trò tài năng (điển hình là 3 lần học trò của cô đều gianh ngôi vị quán quân).
Năm 2017, sau khi tung hoành với MV Đừng buông tay rực rỡ sắc màu được quay tại Ấn Độ trong mùa hè qua, Lưu Hương Giang tiếp tục hé lộ ca khúc mới Mưa rơi mưa rơi cùng Kai Đinh. Đây chính là sản phẩm âm nhạc trong dự án kéo dài từ năm 2017 -2018. Lưu Hương Giang kết hợp cùng nhạc sĩ Kai Dinh cho ra mắt single Mưa rơi mưa rơi. Kai cho rằng bài hát này đến với Lưu Hương Giang là một sự tình cờ. Cả hai mới gặp nhau nhưng lại rất hợp nhau về quan điểm âm nhạc. Lưu Hương Giang cho biết, sản phẩm lần này cô tập trung vào âm nhạc chứ không phải là hình ảnh như MV vừa qua. Cô còn hé lộ thê, cũng có thể thời gian tới mọi người sẽ không còn thấy một hình ảnh Hương Giang với âm nhạc điện tử nữa và Rock your body có thể sẽ là ca khúc nhạc điện tử cuối cùng của cô. Ca khúc này đánh dấu cho hình ảnh một Lưu Hương Giang hoàn toàn mới mẻ. Không theo đuổi dòng nhạc điện tử như thời điểm trước, nữ ca sĩ quyết định thử sức với nhiều dòng nhạc khác để xây dựng một hình tượng nghệ sĩ đa năng.
Tính đến thời điểm hiện tại, Lưu Hương Giang đã cho ra mắt nhiều các khúc do chính cô sáng tác: Quá yêu, Đừng ngoảnh lại, Hãy cho em thời gian, Những ngày đã qua - sáng tác cùng Trần Trung Đức... Ngoài là nhạc sĩ, Lưu Hương Giang từng là giám đốc và nhà sản xuất âm nhạc của chương trình "Giọng hát Việt nhí".
Để làm tốt vai trò "vợ hiền mẹ đảm", Lưu Hương Giang đã chọn cách lui về sau để hậu thuẫn cho chồng, giúp Hồ Hoài Anh ngày càng thăng hoa trong sự nghiệp với vai trò nhạc sĩ, giám đốc âm nhạc của nhiều chương trình nổi tiếng. Có một khoảng thời gian Lưu Hương Giang vắng bóng trên thị trường âm nhạc Việt, bởi vì theo như chia sẻ, cô tập trung vào việc kinh doanh, trước đây cô được mệnh danh là "nữ doanh nhân kín tiếng" vì không lộ diện mà chỉ đứng đằng sau âm thầm hỗ trợ cho việc thành công của một tập thể, sau này Lưu Hương Giang xây dựng một trung tập thẩm mỹ viện hợp tác với bệnh viện thẩm mỹ hàng đầu Hàn Quốc.
Năm 2023, Lưu Hương Giang tái xuất âm nhạc khi trở thành 1 trong 30 chị đẹp của chương trình "Chị đẹp đạp gió rẽ sóng". Đây là sự trở lại với nghệ thuật của Lưu Hương Giang sau những biến cố của gia đình. Cô nhận được nhiều sự yêu quý từ phía khán giả.
Năm 2024, Lưu Hương Giang cùng với ca sĩ Phương Vy thành lập nhóm nhạc VibeQueens và ra mắt MV đầu tiên của nhóm với tiêu đề "Chị em mình trên tivi" với mục tiêu của nhóm nhạc là chú trọng vào ấm nhạc và sự cá tính trong âm nhạc của 2 thành viên. Đây được xem là nhóm nhạc thứ 2 ra mắt sau chương trình "Chị đẹp đạp gió rẽ sóng".

## Đời tư
Năm 2009, Lưu Hương Giang kết hôn với nhạc sĩ Hồ Hoài Anh - ca sĩ, nhạc sĩ, nhà sản xuất, giám đốc âm nhạc nổi tiếng. Mẹ chồng của cô (Mẹ ruột Hồ Hoài Anh) là NSND Thanh Tâm - một nghệ sĩ đàn bầu nổi tiếng, nguyên trưởng khoa nhạc cụ âm nhạc ở Nhạc viện. Hiện tại cặp vợ chồng đã có 2 cô con gái nhỏ là Hồ Khánh Hà (Mina) sinh năm 2011 và Hồ Tú Anh (Misu) sinh năm 2015.
Vợ chồng Hồ Hoài Anh và Lưu Hương Giang được xem là cặp đôi vàng của làng âm nhạc Việt, một trong những cặp đôi quyền lực nhất nhì showbiz với những cống hiến lớn cho âm nhạc và là người có sức ảnh hưởng trong làng giải trí Việt.
Ngoài việc hoạt động nghệ thuật cô còn là một nữ doanh nhân tài giỏi, cô xây dựng một trung tâm thẩm mỹ viện hợp tác với các bệnh viện thẩm mỹ hàng đầu Hàn Quốc.

## Giải thưởng
- Giải nhất Giọng hát hay Học sinh - Sinh viên Toàn quốc[2]
- Giải nhất Giọng hát hay các trường chuyên nghiệp toàn quốc[2]
- Giải nhì Liên hoan tiếng hát hay Hà Nội[2]
- Huy chương vàng Hội Diễn Chuyên nghiệp toàn quốc[2]
- Giải nhì Giọng hát trẻ Hà Nội[2]
- Giải bài hát của tháng (2005): Ca khúc Thu tình yêu[2]

## Danh sách đĩa nhạc

### Album phòng thu
- Tôi là Lưu Hương Giang (2005)
- Cải bắp (2007)
- Chuyển động (2009)

### Đĩa mở rộng
- Mini album EP: Đừng ngoảnh lại (2011)
- Lưu Hương Giang's library (2022)

### MV
- Đừng ngoảnh lại (Don't turn back) (2011)
- Tết xuân (2011)
- Cô gái tự tin (2012)
- Hãy cho em thời gian (2013)
- Giữ lấy niềm tin (2014)
- Những ngày đã qua (2014)[14]
- Get high (2015)
- Ấm áp yêu thương (2015)
- Mưa rơi mưa rơi (2017)
- Đừng buông tay (2017)
- Tuổi thanh xuân (2017)[15]
- Mất anh em tìm lại thấy chính mình (2023)[16]
- Chị em mình trên tivi (2024)

### Ca khúc sáng tác/Sản xuất
- Quá yêu
- Đừng ngoảnh lại (Don't turn back)
- Hãy cho em thời gian
- Những ngày đã qua - sáng tác cùng Trần Trung Đức
- Tuổi thanh xuân
- Đừng buông tay - Producer Lưu Hương Giang
- Cô đơn đôi khi cũng là cần
- Em không sao đâu
- Mất anh em tìm lại thấy chính mình

### Bài hát nổi bật/Từng thể hiện[8][17]
- Quá yêu
- Chong chóng gió
- Thu tình yêu
- Giọt sương và chiếc lá
- Hẹn gặp lại anh
- Nụ hôn cuối
- Yêu anh một đời
- Giấc mơ đầu tiên
- Tạm biệt
- Tuổi thanh xuân - Forever young
- Liên khúc: Sắc màu - Cười lên Việt Nam ơi!
- Thành phố của em
- Anh mãi là
- Hãy đến gần em
- Chiếc áo của em
- Trăng và em
- Mùa thu đã hết
- Nếu tôi được trở lại
- Chân trời em mơ
- Tình yêu muôn màu
- Ngọn cỏ lau
- Nếm trọn khoảng khắc
- Vì em đã yêu anh
- Rồi mai sẽ khác
- Chuyến bay hạnh phúc
- Đến nơi bình yên
- Đứng mãi ngồi đây
- Chơi vơi tôi ru tôi
- Gió ùa về
- Maria
- Quê nhà
- Thì thầm mùa xuân
- Giấc mơ tình yêu
- Cám ơn anh
- No way
- You're the one
- Để anh cứ ngủ quên
- Nếu anh được trở lại
- Mùa thu đã hết
- Tình yêu về hết
- Nắng hát
- Em sẽ là giấc mơ
- Mất anh em tìm lại thấy chính mình

### Nhạc phim
- Đến nơi bình yên (OST Đầm lầy bạc)
- Tuổi thanh xuân (OST Tuổi thanh xuân)

## Truyền hình

### Chương trình truyền hình
| Năm       | Chương trình                    | Vai trò                         | Thể loại     |
| --------- | ------------------------------- | ------------------------------- | ------------ |
| 2004      | Sao Mai Điểm Hẹn                | Ca sĩ                           | Reality show |
| 2006-2007 | Chiếc nón kỳ diệu               | Ca sĩ                           | Gameshow     |
| 2013      | The Voice Kids                  | Huấn luyện viên & Ban giám khảo | Reality show |
| 2013      | Sao Online                      | Khách mời                       | TV Show      |
| 2019      | 1 Tiếng Kể Hết                  | Khách mời                       | Talkshow     |
| 2021      | The Master Of Living Show       | Khách mời                       | Talkshow     |
| 2021      | Bar Stories                     | Khách mời                       | Talkshow     |
| 2015      | The Voice Kids                  | Huấn luyện viên & Ban giám khảo | Reality show |
| 2018      | The Voice Kids                  | Huấn luyện viên & Ban giám khảo | Reality show |
| 2021      | The Voice Kids - New Generation | Huấn luyện viên & Ban giám khảo | Reality show |
| 2022      | Cùng Hát Lên Nào                | Ca sĩ khách mời                 | Gameshow     |
| 2023      | Have A Ship                     | Khách mời                       | Talkshow     |
| 2023      | Chị Đẹp Đạp Gió Rẽ Sóng         | "Chị đẹp"                       | Reality show |
| 2024      | Mái ấm gia đình Việt            | Khách mời                       | Reality show |

### Diễn xuất
- Phim ngắn: Những ngày đã qua - 2014[18]
- MV: Con có mẹ rồi (Huyền Trân, Đức Anh, Thiên Kim, Quỳnh Anh, Hoàng Anh, Hà Trang, Hồng Nhung, Nhã Thy, Diệu Minh - Giọng hát Việt nhí) - 2014[19]
- MV: Hơn cả yêu (Đức Phúc) - 2020[20]